# Tudor Vladimirescu

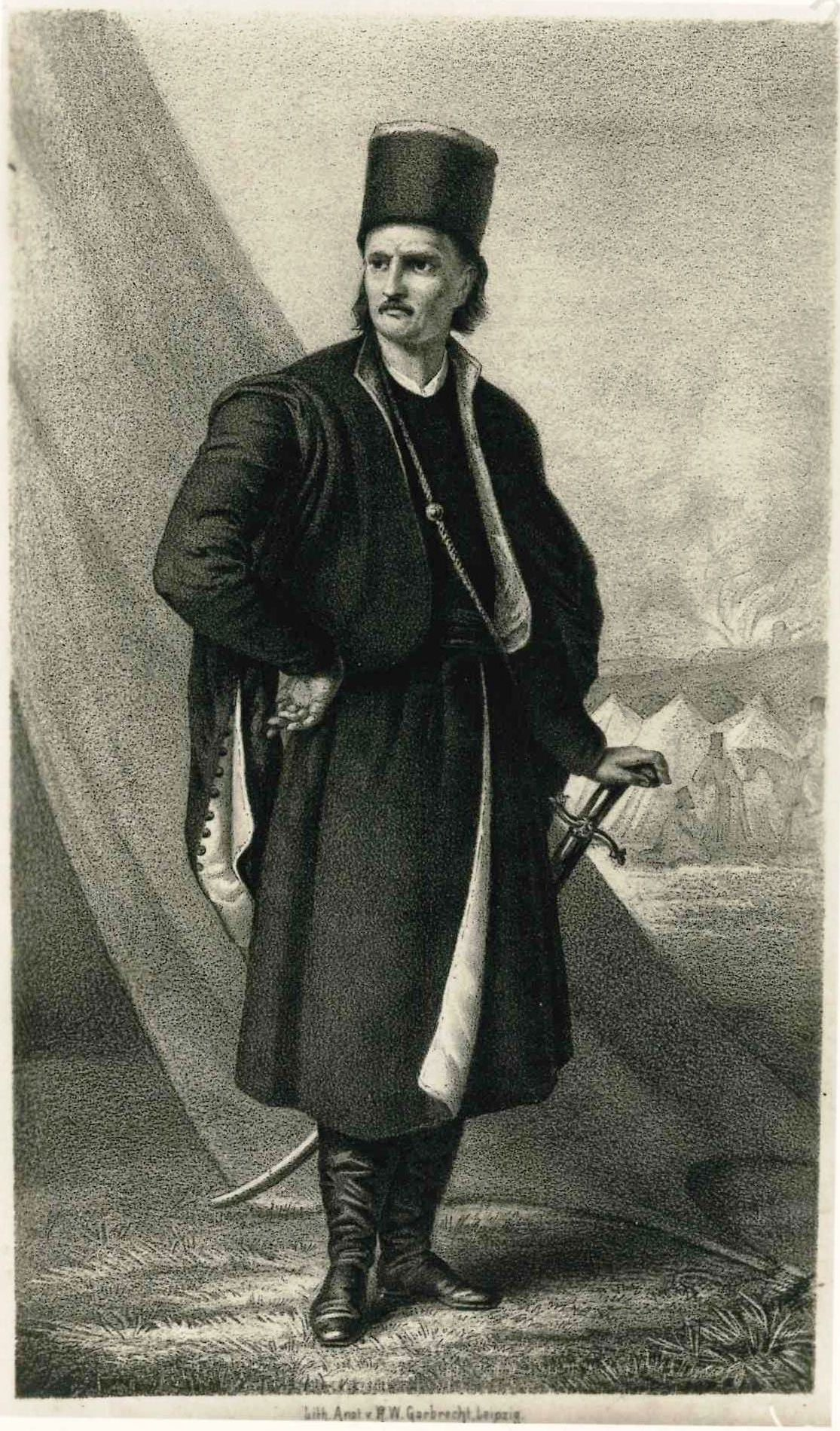
Tudor Vladimirescu

Tudor Vladimirescu (ur. ok. 1780, zm. 27 maja 1821) – przywódca powstania na Wołoszczyźnie w 1821, rumuński bohater narodowy.
Był synem wolnego chłopa, pochodził ze wsi Vladimiri (stąd jego nazwisko) w Oltenii. Wychowywał się na dworze lokalnego bojara Jana Glogoveanu, z czasem stając się administratorem w jego włościach. Piastując to stanowisko, zdobył sobie duży autorytet wśród lokalnej ludności, powiększał też swój majątek, handlując bydłem z Siedmiogrodem. Był także pandurem i odznaczył się w wojnie rosyjsko tureckiej 1806–1812, sięgając po rosyjski stopień oficerski. W 1814 nawiązał kontakt z greckim stowarzyszeniem niepodległościowym Filiki Eteria.
Gdy w drugim dziesięcioleciu XIX wieku nasilił się wśród bojarów ruch antyturecki, jego uczestnicy zauważyli Vladimirescu – jako człowieka pochodzącego z ludu i posiadającego spory autorytet. Jego udział w spisku mógł pociągnąć za sobą licznych chłopów olteńskich i odwrócić ich uwagę od problemów przysparzanych przez posiadaczy ziemskich. Jednak Vladimirescu po wciągnięciu do spisku poróżnił się ze swoim protektorem Glogoveanu i jego stosunki z bojarami zaczęły się powoli psuć.
Kiedy władzę na Wołoszczyźnie przejął trzyosobowy komitet bojarski, spodziewano się rychłego wkroczenia z Rosji sił greckiej Filiki Eteria, a Vladimirescu miał wezwać chłopów do wystąpienia zbrojnego. Jego słowa znalazły w Oltenii szeroki i natychmiastowy odzew. Jednak chłopi zwrócili się nie tylko przeciwko panowaniu tureckiemu na Wołoszczyźnie, ale też przeciwko uciskowi bojarskiemu. Sam Vladimirescu po tym, jak zebrani pod jego sztandarami chłopi zaczęli gromić miejscowych bojarów wysłał pismo do sułtana, w którym zapewniał, że nie chce obalić panowania tureckiego, a jedynie występuje przeciwko uciskowi fanariotów i bojarów.
Taki obrót sprawy spowodował rozwiązanie komitetu bojarskiego, od którego działań odżegnała się Rosja, zaniepokojona działaniami Vladimirescu. Hospodarem wołoskim w lutym został fanariota Scarlat Callimachi, a jednocześnie oddziały Filiki Eteria pod dowództwem Aleksandra Ipsilantiego wkroczyły do Mołdawii (pozbawione jednak poparcia Rosji). Od tej pory zarówno Vladimirescu, jak i Ipsilanti dążyli do zajęcia Bukaresztu.
Pozostając pod Bukaresztem, Vladimirescu ogłosił się 23 marca hospodarem wołoskim, próbował wprowadzić reformy, które zyskałyby poparcie nie tylko chłopów i wojska, ale także bojarów, kupców i kleru prawosławnego. Jednak jego rządy silnej ręki powodowały narastanie niechęci wobec niego, nawet w oddanych mu oddziałach pandurów. Jednocześnie próbował porozumieć się z Turcją, zdając sobie sprawę z braku szans w bezpośrednim starciu. Odrzucił jednak lojalnie turecką propozycję uznania go za hospodara w zamian za wspólną akcję przeciw Filiki Eteria. Paradoksalnie decyzja ta nie pomogła Vladimirescu, bowiem korespondencja w tej sprawie wpadła w ręce Ipsilantiego, przekreślając szanse na współpracę z Grekami. Wkrótce na Wołoszczyznę dotarły wojska tureckie, które opanowały Bukareszt bez walki (wskutek zdrady). Vladimirescu postanowił wycofać się do Oltenii, został jednak uwięziony przez oficerów, którzy zawiązali przeciw niemu spisek; wydany Ipsilantiemu został poddany torturom i zamordowany.
Walki w Oltenii kontynuował po śmierci Vladimirescu jeszcze jego brat Popa Vladimirescu, jednak szybko został pokonany. Podobny los spotkał oddziały greckiej Filiki Eteria. Jedynym widocznym skutkiem powstania był kres rządów fanariotów w księstwach naddunajskich – odtąd Turcy powierzali trony hospodarskie lokalnym bojarom. Postać Tudora Vladimirescu stała się symbolem rumuńskiego ruchu narodowowyzwoleńczego. Antyfeudalny wydźwięk jego ruchu spowodował, że chętnie do jego osoby odwoływali się rumuńscy komuniści, m.in. jego imieniem została nazwana rumuńska dywizja utworzona w 1943 w Związku Radzieckim.

## Literatura
- Juliusz Demel: Historia Rumunii. Wrocław – Warszawa – Kraków – Gdańsk – Łódź: Zakład Narodowy im. Ossolińskich – Wydawnictwo, 1986, s. 252–258. ISBN 83-04-01553-6.